# Vlag van Galder

Dorpsvlag van Galder

De vlag van Galder werd op 6 september 2012 vastgesteld door de gemeenteraad van Alphen-Chaam als de dorpsvlag van het Nederlandse dorp Galder. De vlag kan als volgt worden beschreven:
Over het midden van de scheiding van broeking en vlucht gevierendeeld van wit, groen, rood en wit; in het witte vlak aan de tophoek is een rode Sint-Jacobsschelp geplaatst.
De Sint-Jacobsschelp zijn ontleend aan het dorpswapen.

## Verwante afbeeldingen

Wapen van Galder
Vlag van Bavel
Vlag van Strijbeek
Vlag van Ulvenhout

Acht
· Alphen
· Bavel
· Berghem
· Berlicum
· Biest-Houtakker
· Borkel en Schaft
· Chaam
· Cromvoirt
· Cuijk
· Den Dungen
· Dinteloord
· Effen
· Esch
· Galder
· Geeren-Noord
· Gemonde
· Haagse Beemden
· Haaren
· Halsteren
· Helvoirt
· Herpen
· Heusden
· Langenboom
· Leur
· Megen, Haren en Macharen
· Moergestel
· Nieuw-Vossemeer
· Nuland
· Olland
· Orthen
· Princenhage
· Ravenstein
· Rosmalen
· Sint-Michielsgestel
· Sprang
· Steenbergen
· Strijbeek
· Teteringen
· Ulvenhout
· Udenhout
· Velp
· Vierlingsbeek
· Waspik
· Wintelre